# Kulturpalast Farhod
Koordinaten: 40° 5′ 38,4″ N, 65° 22′ 48″ O
Der Kulturpalast Farhod (usbekisch Фарҳод [ɸaɾˈhɔt], russisch Фарход Farchod) ist ein zentrales Gebäude in der Stadt Navoiy im Südwesten der Republik Usbekistan. Erbaut während der Sowjetära beherbergt der Kulturpalast heute zahlreiche Veranstaltungen und kulturelle Einrichtungen.

## Lage
Der Kulturpalast liegt im Süden des Stadtzentrums von Navoiy, weitere bekannte Gebäude der Stadt wie das Rathaus, das Hauptpostamt oder das Fußballstadion liegen in unmittelbarer Umgebung des Kulturpalasts. Vor dem Gebäude verläuft die Straße der Freundschaft der Nationen, die zentrale Verkehrsachse im Zentrum der Stadt. An der rückwärtigen Seite des Gebäudes in Richtung Osten erstreckt sich der Siegespark von Navoiy, ein Park mit zahlreichen Springbrunnen.

## Geschichte
Die Stadt Navoiy wurde als ein Vorzeigeprojekt der Sowjetunion mitten in der Wüste angelegt, um als Zentrum für den Abbau der reichen Rohstoffvorkommen in der Region zu fungieren. Vor allem in den 1960er-Jahren gab es in Navoiy eine rege Bautätigkeit und Facharbeiter aus der gesamten Sowjetunion kamen in die Stadt. Im Jahr 1973 wurde auch der Kulturpalast Farchod fertiggestellt, der das kulturelle Zentrum der Stadt darstellte. Die Einrichtung wurde gefördert durch das Bergbaukombinat NGMK, das bis heute als Staatsunternehmen Hauptsponsor der Einrichtung ist. Auch nach der Unabhängigkeit Usbekistans wurde der Betrieb des Kulturpalasts fortgesetzt, im Jahr 2013 wurde das 40-jährige Bestehen der Einrichtung zelebriert.

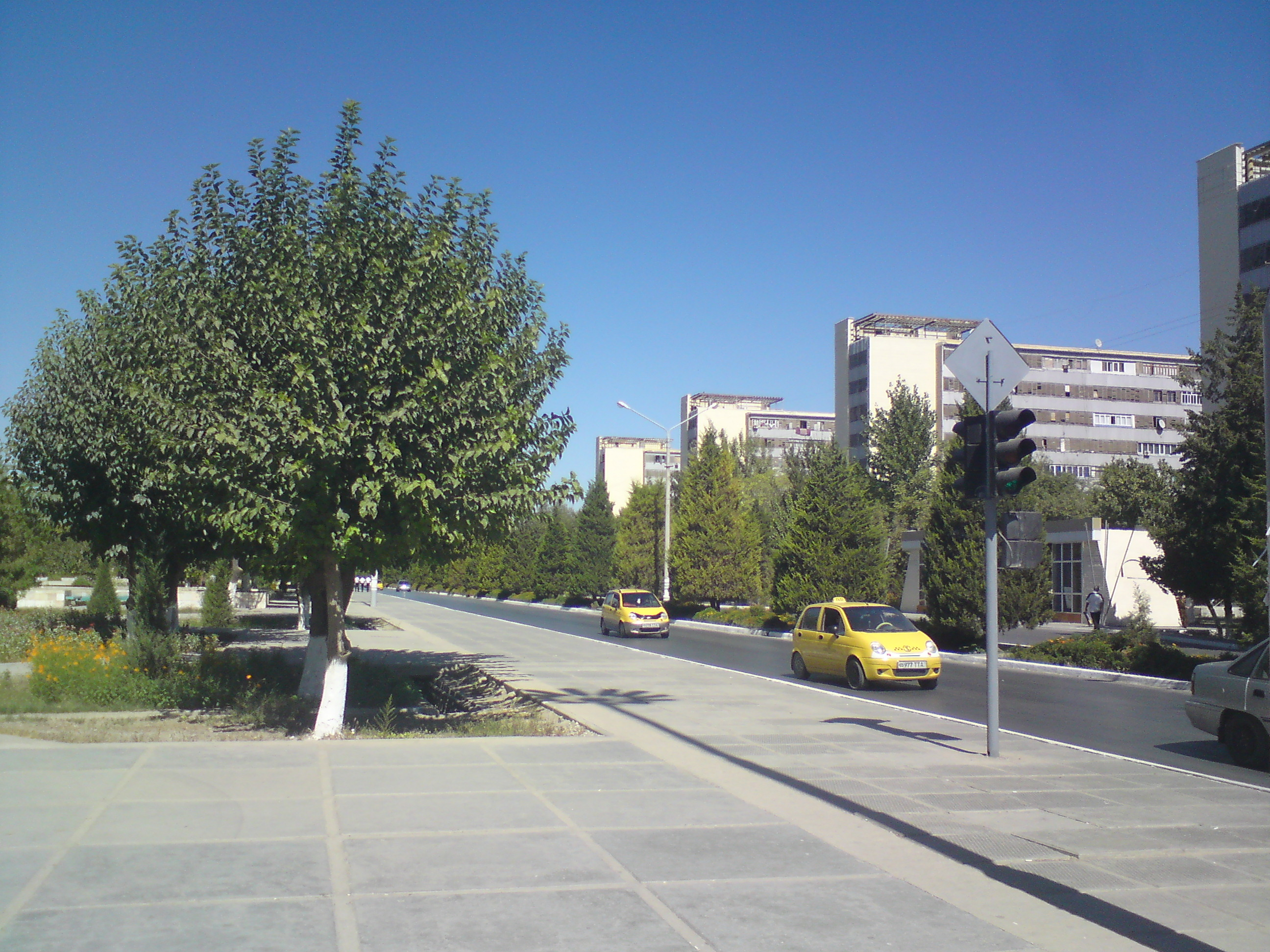
Blick auf die Straße der Freundschaft der Nationen nahe dem Kulturpalast

## Gebäude
Das Gebäude des Kulturpalasts zählt zu den größten der Stadt und ist im Stil des Brutalismus erbaut worden. Die Fläche vor dem Gebäude wird geprägt durch eine Statue des Namensgebers Farhād, einer Literaturgestalt aus dem Werk des Dichters Mir ʿAli Schir Nawāʾi. In dem Gebäude selbst befinden sich zahlreiche Aufführungs- und Proberäume, ein Café und eine Bibliothek, zudem ist im Obergeschoss das Werksmuseum des staatlichen Bergbauunternehmens NGMK untergebracht.

## Nutzung
Der Kulturpalast wird als Austragungsort für zahlreiche Aufführungen, Ausstellungen und Vorstellungen genutzt, die zumeist von Künstlern aus der Region gestaltet werden. Das Künstlerkollektiv Farhada, das im Kulturpalast beheimatet ist, umfasst circa 1500 Mitglieder, die in den Bereichen Volksmusik, Tanz, Malerei und Kunsthandwerk tätig sind. Mehrere Künstler aus Navoiy wurden bereits mit Staatsauszeichnungen bedacht und traten auch vor ausländischem Publikum auf.